# クライスト・チャーチ (オックスフォード大学)
クライスト・チャーチ（英: Christ Church、ラテン語: Ædes Christi、「キリストの教会または修道院」の意、"The House" としても知られる）は、イギリス、オックスフォード大学の最大かつ裕福なカレッジである。2003年には概算で1億7,500ポンド（370億円）の寄付があった。オックスフォード主教管区（diocese of Oxford）の大聖堂でもある。同じ1546年に設立されたケンブリッジ大学トリニティ・カレッジとは姉妹カレッジである。伝統あるカレッジとして知られ、全部で13人のイギリス首相を輩出している（大学の卒業生全体では15人になる）。
カレッジはイーヴリン・ウォーの「ブライズヘッド再訪」（Brideshead Revisited）、ルイス・キャロルの「不思議の国のアリス」、ハリー・ポッターシリーズなどの舞台となり、カレッジの建築はアイルランド国立大学ゴールウェイ校、シカゴ大学のハッチンソン・ホールを含む多くの大学に模されている。ニュージーランドの南島にあるクライストチャーチも、このカレッジに因んで名づけられた。

## 建物

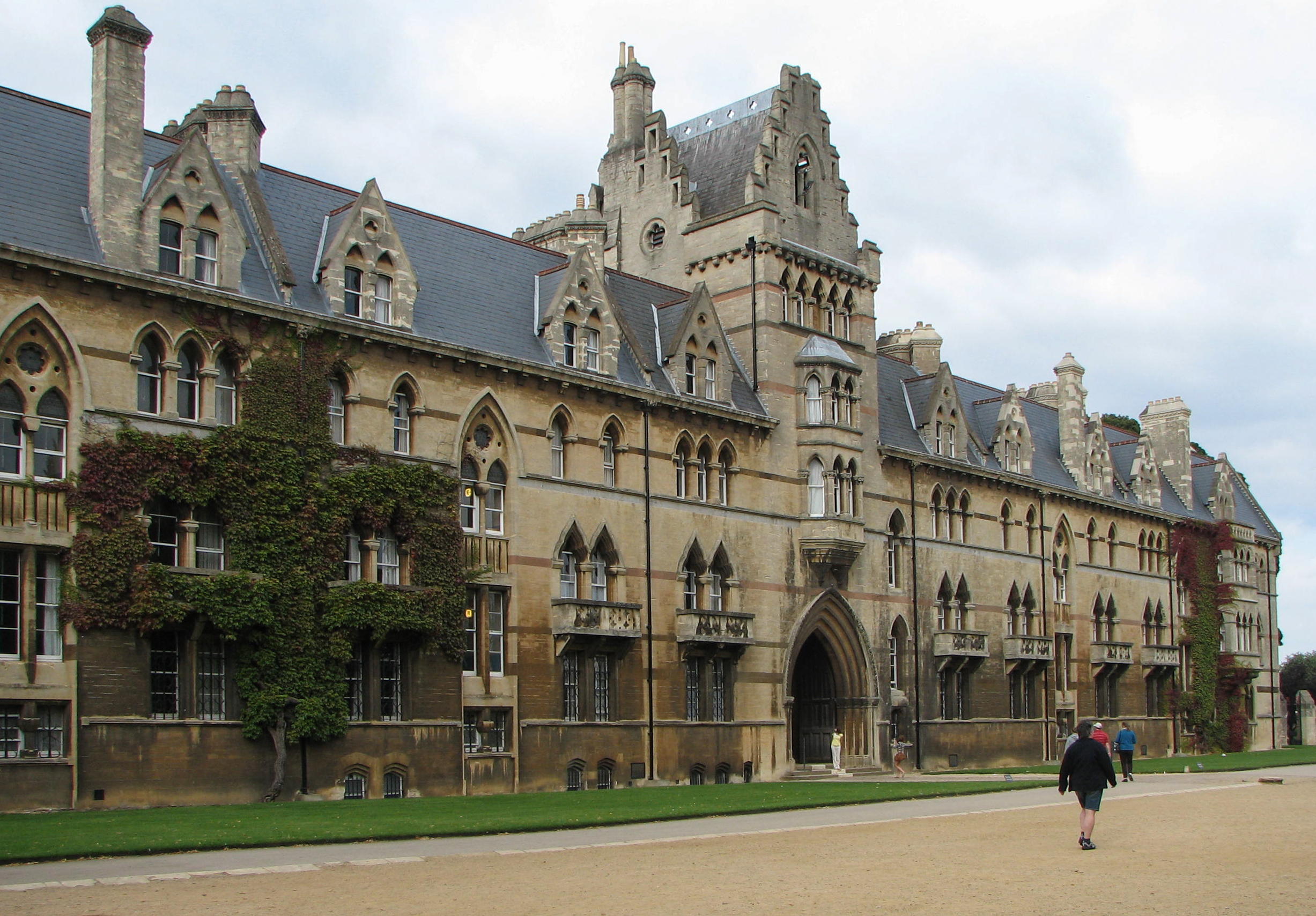
The Meadow Building

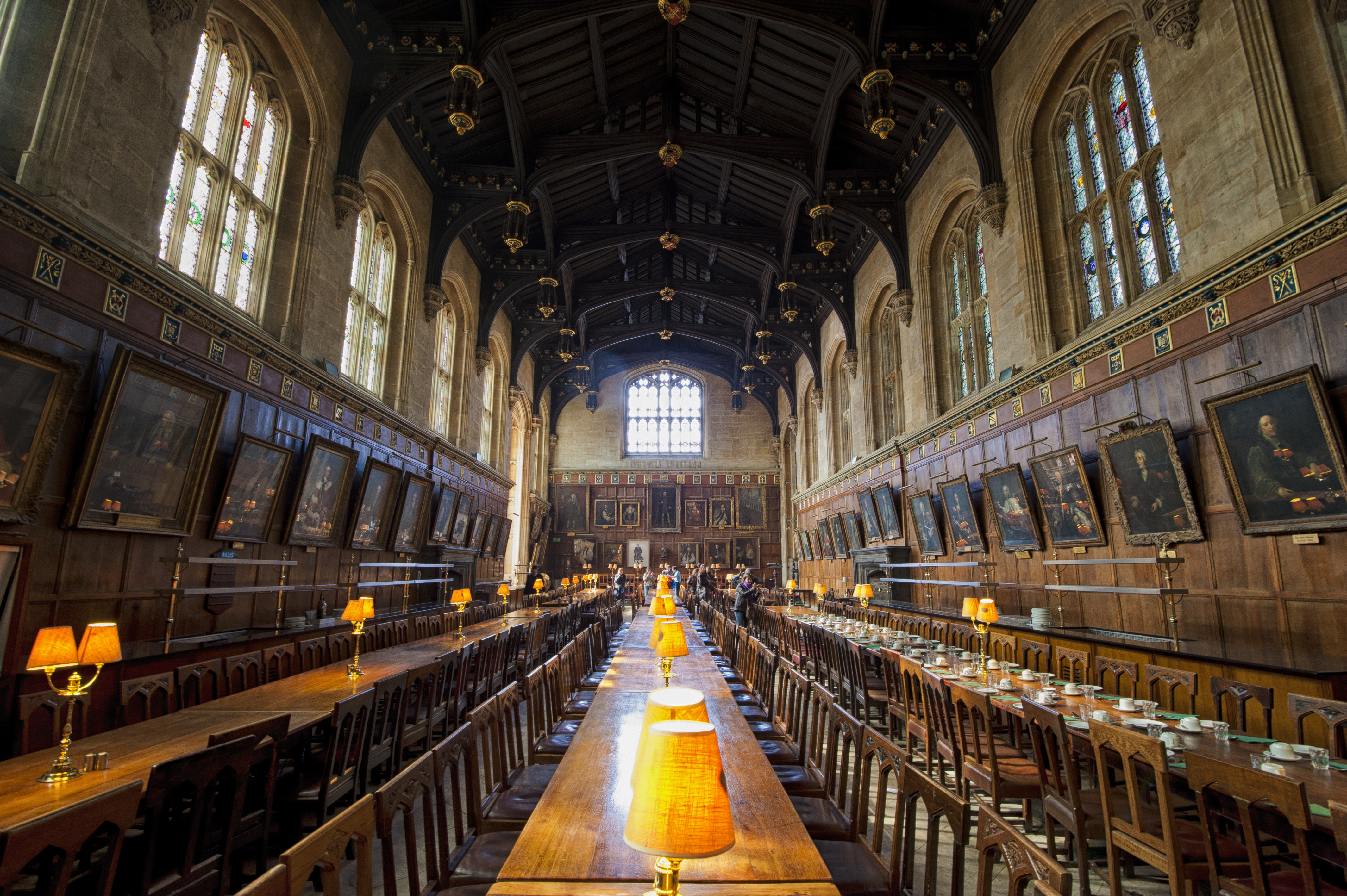
Christ Church Hall（食堂）

クライストチャーチ・カレッジは以下の建物を含む。
- クライスト・チャーチ図書館（Christ Church Library）
- ペックウォーター・クアドラングル（Peckwater Quadrangle）
- グレート・クアドラングル（Great Quadrangle、トム・クワドとトム・タワーを含む場合もある）
- ブルー・ボア・クアドラングル（Blue Boar Quadrangle）
- カンタベリー・クアドラングル（Canterbury Quadrangle）
- クライスト・チャーチ・ホール（Christ Church Hall）
- ザ・メドウ・ビルディング（The Meadow Building）

## カレッジの学寮長(dean)
カーディナル・カレッジ
- 1525年 ジョン・ハイドン（John Hygdon）

ヘンリー8世カレッジ
- 1532年 ジョン・ハイドン（John Hygdon）
- 1533年 ジョン・オリヴァー（John Oliver）

クライスト・チャーチ
- 1546年 リチャード・コックス（Richard Cox）
- 1553年 リチャード・マーシャル（Richard Marshall）
- 1559年 ジョージ・カルー（George Carew）
- 1561年 トーマス・サンプソン（Thomas Sampson）
- 1565年 トーマス・ゴドウィン（Thomas Godwin）
- 1567年 トーマス・クーパー（Thomas Cooper、司教）
- 1570年 ジョン・ピアズ（John Piers、ヨーク司教）
- 1576年 トビー・マシュー（Tobie Matthew、カトリック聖職者）
- 1584年 ウィリアム・ジェームズ（William James）
- 1596年 トーマス・レイヴィス（Thomas Ravis）
- 1605年 ジョン・キング（John King）
- 1611年 ウィリアム・グッドウィン（William Goodwin）
- 1620年 リチャード・コルベット（Richard Corbet、詩人）
- 1629年 ブライアン・ドゥッパ（Brian Duppa）
- 1638年 サミュエル・フェル（Samuel Fell）
- 1648年 エドワード・レイノルズ（Edward Reynolds）
- 1651年 ジョン・オウエン（英語版）（John Owen、神学者）
- 1659年 エドワード・レイノルズ（Edward Reynolds）
- 1660年 ジョージ・モーリー（George Morley、司教）
- 1660年 ジョン・フェル（John Fell、聖職者）
- 1686年 ジョン・マッシー（John Massey）
- 1689年 ヘンリー・アルドリッチ（Henry Aldrich、神学者、哲学者）
- 1711年 フランシス・アッタベリー（Francis Atterbury、知識人、政治家、司教）
- 1713年 ジョージ・スマルリッジ（George Smalridge、司教）
- 1719年 ヒュー・ボールター（Hugh Boulter、アーマー（北アイルランド）大司教、ジョージ1世の牧師）
- 1724年 ウィリアム・ブラッドショー（William Bradshaw）
- 1733年 ジョン・コニーベアー（John Conybeare）
- 1756年 デイヴィッド・グレゴリー（David Gregory）
- 1767年 ウィリアム・マーカム（William Markham）
- 1777年 ルイス・バゴット（Lewis Bagot）
- 1783年 シリル・ジャクソン（Cyril Jackson）
- 1809年 チャールズ・ヘンリー・ホール（Charles Henry Hall）
- 1824年 サミュエル・スミス（Samuel Smith）
- 1831年 トーマス・ガイスフォード（Thomas Gaisford、学者）
- 1855年 ヘンリー・ジョージ・リデル（Henry Liddell、オックスフォード大学副総長、"ローマ史"（1857年）著者、"A Greek-English Lexicon"共同著者。"不思議の国のアリス"のモデル、アリス・プレザンス・リデルの父親。）
- 1892年 フランシス・パジェット（Francis Paget）
- 1901年 トーマス・バンクス・ストロング（Thomas Banks Strong）
- 1920年 ヘンリー・ジュリアン・ホワイト（Henry Julian White）
- 1934年 アルウィン・ウィリアムズ（Alwyn Williams）
- 1939年 ジョン・ロウ（John Lowe）
- 1959年 カスバート・エイクマン・シンプソン（Cuthbert Aikman Simpson）
- 1969年 ヘンリー・チャドウィック（Henry Chadwick、神学者、歴史家）
- 1979年 エリック・ウィリアム・ヒートン（Eric William Heaton）
- 1991年 ジョン・ヘンリー・ドルリー（John Henry Drury）
- 2003年 クリストファー・アンドルー・ルイス（Christopher Andrew Lewis）

## 出身著名人
- ジョナサン・エイトケン 前イギリス保守党員、政府大臣
- ウィリアム・アマースト (初代アマースト伯爵) イギリス領インド帝国総督
- ヘンリー・ウィリアム・パジェット イギリスの軍人、政治家
- ジョージ・イーデン イギリスの政治家、イギリス領インド帝国総督
- W・H・オーデン 詩人
- ジョン・ガーデン (生物学者) イギリスの生物学者、ノーベル生理学医学賞（2012年）
- ジョゼフ・バンクス 博物学者、植物学者
- ズルフィカル・アリ・ブットー パキスタンの政治家
- イアン・ブレア スコットランドヤード長官（2005年 - ）
- エイドリアン・ボールト 指揮者
- ロバート・バートン 学者、牧師
- ジョージ・ニュージェント＝テンプル＝グレンヴィル 政治家
- ウィリアム・カムデン 好古家、歴史学者
- ジョージ・カニング 政治家、元イギリス外務大臣、元首相
- チャールズ・ジョン・カニング 政治家、1857年のインド大反乱時のイギリス領インド帝国総督
- リチャード・キャルー コーンウォール出身の翻訳家、古物収集家
- ルイス・キャロル 作家（代表作："不思議の国のアリス"）、数学者、論理学者、聖公会聖職者、写真家
- アラン・クラーク イギリス保守党員、歴史家
- リチャード・カーティス 脚本家・映画監督
- ジェイムズ・ラムゼイ (初代ダルハウジー侯爵) イギリスの政治家、イギリス領インド行政官
- ダービー伯爵エドワード・スミス＝スタンリー　3期イギリス首相、保守党党首（歴代で最長期間在職した）
- アレック・ダグラス＝ヒューム 元イギリス首相、保守党員
- フレデリック・ハミルトン＝テンプル＝ブラックウッド (初代ダファリン侯爵) ヴィクトリア朝時代の官僚、カナダ総督
- アンソニー・イーデン 外務大臣、元イギリス首相
- エドワード7世 (イギリス王) 元グレートブリテンおよびアイルランド連合王国国王、インド皇帝
- アルベルト・アインシュタイン（1931年に5年間の奨学生に選ばれた） 20世紀の科学者、理論物理学者。特殊相対性理論（1905年）や一般相対性理論（1916年）で知られる。光電効果についての業績（1905年）で1921年にノーベル物理学賞受賞。
- ジェイムズ・ブルース (第8代エルギン伯爵) カナダ総督、インド総督
- ウィリアム・グラッドストン イギリス首相、イギリス自由党員
- グランヴィル・ルーソン＝ゴア (第2代グランヴィル伯爵) 政治家、イギリス自由党員
- ジョン・カートレット (第2代グランヴィル伯爵) 政治家、サーク島領主（1715年 - 1720年）
- ウィリアム・グレンヴィル イギリス首相、ホイッグ党員
- エドワード・ウッド 政治家、保守党員
- リチャード・ハクルート イギリスの作家、旅行小説の開拓者
- クウィンティン・マクガレル・ホッグ 政治家、保守党員
- ロバート・フック 科学革命に功績を残した博学者、1660年にフックの法則を発見
- アンソニー・ハワード ジャーナリスト、アナウンサー、作家
- トレヴァー・ハドルストン 反アパルトヘイト運動家
- ルドヴィック・ケネディ ジャーナリスト、アナウンサー、作家。1994年にジャーナリズムへの貢献で騎士号授与。
- ジョン・ウッドハウス (初代キンバリー伯) 政治家
- ナイジェル・ローソン 政治家、イギリス財務裁判所長
- フランシス・オズボーン (第5代リーズ公) イギリスの国会議員
- ジョージ・コーンウォール・ルイス 政治家、知識人
- マシュー・グレゴリー・ルイス 小説家、劇作家。ゴシック小説 "The Monk" の著者。
- ロバート・ジェンキンソン (第2代リヴァプール伯爵) イギリス首相
- ジョン・ロック 哲学者
- ギルバート・エリオット＝マーレイ＝キニンマウンド (初代ミントー伯爵) スコットランドの政治家、外交官
- トーマス・ベアリング (初代ノースブルック伯) 政治家
- ロバート・ピール イギリス首相、警官隊の概念を発案した。
- ウィリアム・ペン ペンシルベニア植民地（現在のペンシルベニア州）設立者
- ウィリアム・キャヴェンディッシュ＝ベンティンク (第3代ポートランド公) イギリス首相
- ヒュー・クアルシー 俳優
- ジョン・ロールズ 20世紀を代表する哲学者、ハーバード大学教授
- アーチボルド・プリムローズ (第5代ローズベリー伯) イギリス首相、自由党員
- A・L・ロウズ 歴史学者、シェイクスピア研究家
- ジョン・ラスキン 芸術、建築批評家
- ジョン・サール 哲学者、哲学教授（カリフォルニア大学バークレー校）、ジャン・ニコ賞受賞者（2000年）
- ロバート・ガスコイン＝セシル (第3代ソールズベリー侯) イギリス首相
- フィリップ・シドニー 16世紀に活躍した詩人、軍人
- ウィリアム・ペティ 政治家、ホイッグ党員
- エドワード・エリオット (第3代セントジャーマンズ伯) イギリスの政治家
- ジョン・タヴァーナー 作曲家、オルガニスト
- ヘンリー・ホットチックス・タウンゼント アメリカの弁護士、歴史家
- ヒュー・トレヴァー＝ローパー 歴史学者（近代イギリス、ナチス・ドイツ）
- ウィリアム・ウォルトン 作曲家、ストラヴィンスキー、シベリウス、ジャズの影響を受けている
- ピーター・ウォーロック 作曲家、音楽批評家
- オーベロン・ウォー 作家、ジャーナリスト
- リチャード・ウェルズリー (初代ウェルズリー侯爵) イギリスの政治家
- チャールズ・ウェスレー メソジスト運動指導者、多くの賛美歌を作詞した。
- ジョン・ウェスレー 聖公会聖職者、メソジスト運動の初期指導者
- ローワン・ウィリアムズ 第104代カンタベリー大主教
- レオポルド・ジョージ・アルバート イギリス女王ヴィクトリアの四男。オールバニ公
- ジェイコブ・ロスチャイルド (第4代ロスチャイルド男爵)

参照：Former students of Christ Church, Oxford

## ノーベル賞受賞者（卒業生及び所属研究者）
- ジョン・ガードン ：生化学者、ノーベル生理学・医学賞受賞者